# 1051 w polityce

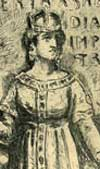
Berta Sabaudzka

Wydarzenia polityczne w 1051 roku.

## Wydarzenia
- Godwin z Kentu zostaje wygnany z Anglii przez króla Edwarda Wyznawcę[1].

## Urodzili się
- Berta Sabaudzka, cesarzowa rzymska[2].
- Edgar II Ætheling, książę, obwołany królem Anglii w 1066[3].
- Cadwgan ap Bleddyn, walijski książę[4].